# Ana Cabrera
Ana Cabrera (Denver, Colorado, Estados Unidos, 13 de mayo de 1982) es una periodista norteamericana, trabajaba en CNN como presentadora desde el 2013, hasta en su salida en el 2022.

## Biografía
Cabrera nació en el seno de una familia mexicano-estadounidense en Denver y luego se graduó de la Universidad Estatal de Washington. Después de la escuela, trabajó para KHQ-TV, afiliada de NBC, en Spokane, estado de Washington. Luego regresó a su ciudad natal para trabajar como presentadora de noticias matutinas en KMGH-TV Channel 7 News en Denver, donde ganó un premio Emmy por sus reportajes en el campo como parte de un equipo de noticias que cubría el incendio de High Park en el 2012. El equipo de la mañana también recibió el premio anual Mark Twain de Associated Press TV y Radio Association a la mejor transmisión de programa matutino en el 2013. En el 2013, Cabrera se unió a CNN como corresponsal en Denver y luego formó parte del equipo de investigación de CNN. En marzo de 2017, fue nombrada presentadora del programa de noticias en horario estelar de fin de semana de CNN, CNN Newsroom, reemplazando a Poppy Harlow. Ha cubierto historias que incluyen los disturbios en Ferguson luego del tiroteo de Michael Brown, la manifestación Unite the Right de supremacistas blancos en Charlottesville, inmigración, legalización de la marihuana y el ataque al Puente de Londres en el 2017. En el 2021, pasó a las tardes de lunes a viernes en la edición de la 1 p. m. ET de CNN Newsroom.
En un comunicado hecho por ella en su cuenta Twitter el 15 de diciembre del 2022, anunció su salida de la cadena, diciendo que anda en búsqueda de proyectos personales y profesionales por el cual laborará hasta el 22 de diciembre, dando término a casi 10 años trabajando para el gigante de las noticias mundial.
Cabrera es miembro de la Asociación Nacional de Periodistas Hispanos y es miembro de la junta directiva de Mi Casa Resource Center. También ha sido miembro de la junta de la Sociedad Americana del Cáncer.

## Vida personal
Está casada con Benjamin Nielsen y tienen 2 hijos.